# Danny Porush
Daniel Mark Porush (n. februarie 1957, Lawrence⁠(d), Nassau County, New York, SUA) este un om de afaceri și fost stockbroker american de origine evreiască. Personajul Donnie Azoff, interpretat de Jonah Hill, din filmul Lupul de pe Wall Street (2013) regizat de Martin Scorsese este inspirat de Danny Porush.